# Natal'ja Malych
Natal'ja Nikolaevna Malych (in russo Наталья Малых?; Volgograd, 8 dicembre 1993) è una pallavolista russa.
Gioca nel ruolo di schiacciatrice e opposto nell'Enisej.

## Carriera
La carriera di Natal'ja Malych inizia all'età di undici anni, quando entra a far parte del settore giovanile del Volžanočka, squadra della sua città natale. Nel 2009 viene promossa in prima squadra, giocandovi fino per tre stagioni, durante le quali prende parte alla Visšaja Liga B, terzo livello del campionato russo.
Nella campionato 2012-13 viene ingaggiata dal Zareč'e Odincovo, con cui debutta in Superliga e vince la Challenge Cup 2013-14; nell'estate del 2013 viene convocata per la prima volta nella nazionale russa, debuttando in occasione del Montreux Volley Masters, nel quale si classifica al secondo posto: nello stesso anno prende parte alla XVII Universiade ed al campionato europeo, aggiudicandosi in entrambe le competizioni la medaglia d'oro, nel 2014 vince la medaglia di bronzo al World Grand Prix, mentre nel 2015 arriva all'argento nel World Grand Prix e all'oro al campionato europeo.
Nel campionato 2015-16 approda per un biennio alla Dinamo Krasnodar, con cui si aggiudica la Coppa CEV 2015-16, venendo premiata come MVP. Nella stagione 2017-18 veste la maglia dell'Enisej.

## Palmarès

### Club
- Coppa CEV: 1

2015-16
- Challenge Cup: 1

2013-14

### Nazionale (competizioni minori)
- Montreux Volley Masters 2013
- Universiade 2013
- Montreux Volley Masters 2014

### Premi individuali
- 2014 - Challenge Cup: MVP
- 2014 - Montreux Volley Masters: Miglior realizzatrice
- 2016 - Coppa CEV MVP
- 2017 - Coppa di Russia: Miglior attaccante